# Wychavon
Wychavon is een Engels district in het shire-graafschap (non-metropolitan county OF county) Worcestershire en telt 127.000 inwoners. De oppervlakte bedraagt 664 km².
Van de bevolking is 17,5% ouder dan 65 jaar. De werkloosheid bedraagt 2,2% van de beroepsbevolking (cijfers volkstelling 2001).

## Civil parishesin district Wychavon
Abberton, Abbots Morton, Aldington, Ashton under Hill, Aston Somerville, Badsey, Beckford, Besford, Bickmarsh, Birlingham, Bishampton, Bredicot, Bredon, Bredon’s Norton, Bretforton, Bricklehampton, Broadway, Broughton Hackett, Charlton, Childswickham, Churchill, Cleeve Prior, Conderton, Cookhill, Cropthorne, Crowle, Defford, Dodderhill, Dormston, Doverdale, Drakes Broughton and Wadborough, Droitwich Spa, Eckington, Elmbridge, Elmley Castle, Elmley Lovett, Evesham, Fladbury, Flyford Flavell, Grafton Flyford, Great Comberton, Hadzor, Hampton Lovett, Hanbury, Hartlebury, Harvington, Hill and Moor, Himbleton, Hindlip, Hinton on the Green, Honeybourne, Huddington, Inkberrow, Kemerton, Kington, Little Comberton, Martin Hussingtree, Naunton Beauchamp, 
Netherton, North Claines, North Piddle, North and Middle Littleton, Norton Juxta Kempsey, Norton and Lenchwick, Oddingley, Offenham, Ombersley, Overbury, Pebworth, Peopleton, Pershore, Pinvin, Pirton, Rous Lench, Salwarpe, Sedgeberrow, South Lenches, South Littleton, Spetchley, Stock and Bradley, Stoulton, Strensham, Throckmorton, Tibberton, Upton Snodsbury, Upton Warren, Westwood, White Ladies Aston, Whittington, Wick, Wickhamford, Wyre Piddle.